# Rock'n Your Smile
『Rock’n Your Smile』（ロックン・ユア・スマイル）は、藤重政孝通算5枚目のアルバム。

## 収録曲
作詞：藤重政孝（特記以外）
編曲：野中則夫
1. Hurry Up!!
作曲：鹿野航史　（5：33）
2. 冬の雨
 作曲：井口慎也　（4：35）
3. 華
 作曲：野中則夫　（4：36）
4. WHAT CAN I SAY（Album Re-mIx）
 作詞・作曲：ヌーノ・ベッテンコート&ゲイリー・シェロン　（4：10）
5. 孤独と天使
 作曲：MASAKI　（4：36）
6. 真夏の太陽（Wilder Version）
 作曲：MASAKI　（4：33）
7. ピエロ
 作曲：野中則夫　（4：34）
8. liar girl
 作曲：MASAKI　（4：31）
9. Rock'n Your Smile
 作曲：野下十支也　（4：44）
10. 愛してる
 作曲：野中則夫　（5：10）